# In 80 Tagen um die Welt (2004)
In 80 Tagen um die Welt (Originaltitel: Around the World in 80 Days) ist eine Actionfilm-Komödie aus dem Jahr 2004, die grob auf dem Roman Reise um die Erde in 80 Tagen (Le tour du monde en quatre-vingt jours, 1873) von Jules Verne basiert. Es handelt sich um einen für Jackie Chan typischen Film mit Slapstick und Kung-Fu-Elementen. Chan übernahm die Rolle des Chinesen Lau Xing alias Passepartout. Der Film startete am 23. Dezember 2004 in den deutschen Kinos.

## Handlung
London, Ende des 19. Jahrhunderts: Ein Chinese namens Lau Xing bricht in die Bank of England ein und entwendet einen kostbaren heiligen Jade-Buddha, der aus seinem Heimatdorf Lanzhou (兰州) gestohlen worden war. Auf der Flucht vor der Polizei begegnet er Phileas Fogg – einem ehrgeizigen Wissenschaftler, der es sich zum Lebensziel gemacht hat, die Welt mithilfe seiner Erfindungen in ein neues Zeitalter zu befördern. Lau Xing nimmt unter dem Namen „Passepartout“ (seinen wahren Namen Lau Xing verheimlicht er Phileas vorerst) bei Fogg eine Stelle als Kammerdiener an und kann sich so vor seinen Verfolgern schützen.
Sofort stellt er sich für eines von Phileas' Experimenten zur Verfügung: Es glückt, wenn auch mit einigen Strapazen, und zusammen mit seinem neuen Diener macht sich Phileas auf zur königlichen Akademie der Wissenschaften, um seine Ergebnisse zu präsentieren. Dort hat er allerdings einen recht schlechten Ruf und wird von allen Seiten verspottet, da er sich der allgemeinen Ansicht, alles was in diesem Zeitalter eine Erfindung wert sei, wäre bereits erfunden, entschieden entgegenstellt und darauf beharrt, dass seine Entdeckungen wichtige Errungenschaften sind.
Phileas gerät schließlich in einen Disput mit Lord Kelvin, dem Leiter der Akademie und Minister für Wissenschaft, in dessen Verlauf sie auf das Thema Weltumrundung in achtzig Tagen kommen. Lau Xing in seiner Tarnung als Passepartout sieht darin seine Chance, schnell nach China zu gelangen, und fädelt ein, dass Lord Kelvin Phileas Fogg zu einer Wette auffordert. Fogg soll in nicht mehr als achtzig Tagen einmal um die Welt reisen. Gewinnt er die Wette, wird Lord Kelvin sein Amt als Leiter der königlichen Akademie an ihn abtreten – sollte er jedoch scheitern, darf er niemals wieder die Akademie betreten, muss sein Laboratorium niederreißen und schwören, niemals wieder etwas zu erfinden.
Phileas ist zunächst im Nachhinein völlig geschockt über seine plötzliche, unüberlegte Zusage, aber Passepartout muntert ihn auf und ermutigt ihn – schließlich treten die beiden optimistisch und voller Abenteuerlust die Weltreise an. Noch ahnt Phileas nicht, dass der freundliche Chinese seine Wette nur ausnutzt, um den gestohlenen Jade-Buddha so schnell wie möglich nach China zurückzubringen.
In Paris angekommen, gesellt sich die hübsche Monique Laroche dazu, die sich als Künstlerin unterdrückt und missverstanden fühlt und sich von einer Weltreise an der Seite von Phileas und Passepartout eine tiefgehende Inspiration erhofft. Insgeheim vertraut der Diener Monique sein Geheimnis an und verspricht im Gegenzug, alles ihm Mögliche zu tun, damit die junge Dame mit den beiden mitkommen darf, da Phileas zunächst von ihrer Begleitung nicht besonders angetan ist.
Schwierigkeiten sind für die drei Abenteurer vorbestimmt: Der Jade-Buddha wurde aus Lanzhou von der teuflischen, intriganten Kriegerin General Fang und ihren Schergen – den „Schwarzen Skorpionen“ – gestohlen, und zwar für keinen Geringeren als für Lord Kelvin persönlich. Der will den wertvollen Buddha auf der Stelle zurückhaben und schickt Fang samt Komplizen hinter Lau Xing her. Außerdem hängt er Phileas Fogg den Überfall auf die Bank of England an und schickt Inspektor Fix los, der sich an Phileas’ Fersen heften und ihn verhaften soll, damit dieser die Wette nicht gewinnt und Lord Kelvin seine Position nicht an ihn verliert. Somit warten auf die drei Globetrotter einige unangenehme Überraschungen – aber Phileas' und Moniques wachsende Zuneigung zueinander verspricht eine positive Abwechslung.

### Stationen der Reise

Filmset am Berliner Gendarmenmarkt im April 2003

- London (Vereinigtes Königreich): Start der Weltreise.
- Paris (Frankreich): Monique schließt sich Phileas und Passepartout an.
- Konstantinopel (Osmanisches Reich): Die drei Abenteurer sind bei seiner Hoheit Prinz Hapi höchstpersönlich zu einem Bankett eingeladen, müssen aber sehr bald die Flucht ergreifen, als der Prinz Monique zu seiner 7. Frau nehmen will und die beiden Männer es wagen zu widersprechen.
- Agra (Indien): Auf Befehl von Lord Kelvin rücken die britischen Behörden in Agra (Indien ist noch britische Kolonie) mit einem großen Polizeiaufgebot an, um Phileas und Lau Xing aufzuspüren. Auch die schwarzen Skorpione und Inspektor Fix sind in der Stadt – mit vereinten Kräften kommt das Trio schließlich aber sicher aus der Stadt.
- Lanzhou (China): Phileas erfährt die Wahrheit über Lau Xing und den Buddha und dass Monique die ganze Zeit davon wusste. Doch für Enttäuschung bleibt nicht lange Zeit: die schwarzen Skorpione überfallen das Dorf und nehmen Phileas, Lau Xing und Monique gefangen. Lau Xing tritt schließlich gegen ihren Anführer an und bekommt unerwartet Hilfe von neun der zehn Tiger aus Kanton (seinen acht Brüdern und seiner Schwester), einem legendären Orden, der für Recht und Ordnung in China kämpft. Lau Xing selbst ist der zehnte Tiger und mit vereinten Kräften schlagen sie die Eindringlinge für immer in die Flucht. Der immer noch enttäuschte Phileas setzt schließlich die Weltreise alleine fort.
- San Francisco (USA): Phileas wird bei einem gespielten Unfall beraubt und fristet nun ein trauriges Dasein als Bettler in einer Gasse San Franciscos. Als Lau Xing und Monique jedoch nach drei Tagen nachkommen und ihn wiederfinden, erkennt er in den beiden wahre Freunde, denen er am Herzen liegt, und gewinnt neuen Mut, die Reise zu Ende zu bringen. Gemeinsam machen sie sich auf.
- Irgendwo in der Wüste (USA): Der Kutsche ist ein Rad gebrochen und nun sitzt das Trio in der Wüste fest. Doch zufälligerweise kommen die Gebrüder Wright vorbei, die zu dieser Zeit noch Fahrräder verkaufen, und beheben den Schaden kostenlos, weil sie eine nette Summe auf Phileas gesetzt haben.
- New York City (USA): Auf dem Weg zu den Docks, wo ihr Schiff nach London wartet, werden sie von General Fang und ihren Schergen überrascht – erneut muss Lau Xing sein kämpferisches Können unter Beweis stellen und gerät dabei in Lebensgefahr. Doch schließlich triumphiert der mutige Chinese und der Plan der schwarzen Skorpione ist vereitelt.
- Atlantischer Ozean: Auf offener See geht der S.S. Carmen die letzte Kohle aus. Eine Idee muss her und mit vereinten Kräften baut die von Phileas' Abenteuer begeisterte Schiffsbesatzung zusammen mit den drei Reisenden aus den Einzelteilen des Schiffes eine Flugmaschine, mit deren Hilfe Phileas, Lau Xing und Monique für den verbleibenden Weg nach London einen Flug antreten, um den Zeitrahmen von achtzig Tagen einzuhalten.
- zurück in London (Vereinigtes Königreich): Kaum sind die drei Abenteurer mit ihrer Maschine vor der königlichen Akademie unter jubelndem Beifall gelandet, legt Lord Kelvin ihnen einen letzten Stein in den Weg, der alles endgültig zu zerstören droht: Er will Phileas, da er nun wieder auf britischem Boden steht, verhaften lassen – doch Ihre Majestät Queen Victoria verhindert dies. Trotzdem hat es den Anschein, als sei er zu spät gekommen, um die Wette zu gewinnen, da es bereits 12 Uhr geschlagen hatte. Da er aber die Datumsgrenze überschritten hat, ist er sogar einen ganzen Tag zu früh angekommen und hat somit die Wette gewonnen.

## Produktion

### Drehorte
Große Teile des Films wurden in Deutschland, hauptsächlich auf dem Gelände von Studio Babelsberg, gedreht. Weitere Außenaufnahmen:
- Im Orangerieschloss des berühmten Park Sanssouci in Potsdam wurden die Szenen in Istanbul mit Arnold Schwarzenegger verwirklicht.
- Der Untermarkt in Görlitz stellt im fertigen Film einen Markt in Paris dar sowie die in Görlitz ansässige Landskronbrauerei den Hafen in New York.
- Die beim Flug des Ballons zu sehenden Luftbildaufnahmen zeigen die Festung Königstein im Elbsandsteingebirge.
- Folgende berühmte Bauwerke in Berlin sind im Film zu sehen:
  - Die Bank of England ist der Französische Dom am Gendarmenmarkt (mit Spiegelung der kleinen Kuppel)
  - Das Gebäude der königlichen Akademie der Wissenschaften ist in Wirklichkeit das Schauspielhaus am Gendarmenmarkt. Die für die Dreharbeiten extra aufgestellten Löwendenkmäler befinden sich nun vor dem Haupteingang der Metropolishalle im Filmpark Babelsberg.
  - Der Garten, in dem Phileas Fogg seine Versuche durchführt, ist der Vorgarten des ehemaligen Kammergerichts (Reichsmilitärgericht später Kammergericht) Witzlebenplatz 1, 14057, Berlin. Die Straße, durch die das Dampfmobil fährt, sind in Wirklichkeit in Riehmers Hofgarten in Berlin-Kreuzberg (ein denkmalgeschütztes Bauensemble aus der Berliner Gründerzeit).
  - Als Phileas auf Rollschuhen zur königlichen Akademie eilt, ist zwischen dem Schauspielhaus und dem Französischen Dom (Originalanordnung) im Hintergrund Big Ben, der Turm der Houses of Parliament in London, hineinmontiert.
  - Lau Xing tritt in die Dienste von Phileas Fogg, als er auf der Flucht vor der Polizei am Haus (Reichsmilitärgericht später Kammergericht) des Erfinders Schutz sucht.
  - Als Phileas und Lau Xing am Bahnhof (Zeughaus) in Paris ein Plakat begutachten, ist im Hintergrund der Berliner Dom zu erkennen.
  - Nach der Flucht aus der Galerie finden sich die beiden (zusammen mit der dazugestoßenen Monique) im Schlosspark Charlottenburg wieder, von wo aus sie die Reise in einem Heißluftballon fortsetzen.

Zur Namensgebung von Lau Xing kommt es, als der vor der Polizei Flüchtende im Haus von Phileas Fogg auf der Straße Polizeikontrollen beobachtet, in der fremdländisch aussehende Personen nach dem Ausweis gefragt werden. In dieser Sekunde fragt ihn Phileas nach seinem Namen, worauf er spontan antwortet "Passport...too" (zu deutsch etwa: Ausweis...auch). Ausgesprochen hört es sich wie "Passepartout" an, worauf er fortan diesen Namen trägt. In der deutschen Synchronisation konnte dieses Wortspiel nicht übernommen werden.

### Cameo-Auftritte
Kurze Cameoauftritte bekannter Personen:
- Richard Branson (der in den 1990er Jahren selbst versuchte, die Welt im Ballon zu umrunden) als Heißluftballon-Besitzer
- Macy Gray als schlafende Frau in Paris
- Sammo Hung als Wong Fei Hung
- Maggie Q als Skorpion-Agentin
- Rob Schneider als Landstreicher in San Francisco
- John Cleese als Londoner Sergeant
- Frank Coraci als Straßenpassant in San Francisco, der Phileas Fogg eine Ohrfeige gibt.

### Deutsche Fassung
Es existieren zwei deutsche Synchronfassungen. Die erste Synchronfassung entstand bei der Christa Kistner Synchronproduktion in Potsdam. Das Dialogbuch schrieb Sven Hasper, der auch die Dialogregie übernahm. Generell wird die erste Fassung vertrieben.
| Rolle                        | Darsteller            | Synchronsprecher (1. Synchro) | Synchronsprecher (2. Synchro) |
| ---------------------------- | --------------------- | ----------------------------- | ----------------------------- |
| Jean Passepartout / Lau Xing | Jackie Chan           | Stefan Gossler                | ?                             |
| Phileas Fogg                 | Steve Coogan          | Marcus Off                    | ?                             |
| Monique La Roche             | Cécile de France      | Tanja Geke                    | ?                             |
| Lord Kelvin                  | Jim Broadbent         | Lothar Blumhagen              | ?                             |
| Colonel Kitchener            | Ian McNeice           | Hans-Werner Bussinger         | ?                             |
| Lord Rhodes                  | Roger Hammond         | Friedrich Georg Beckhaus      | ?                             |
| Mr. Sutton                   | Adam Godley           | Hans-Jürgen Dittberner        | ?                             |
| General Fang                 | Karen Mok             | Martina Treger                | ?                             |
| Inspektor Fix                | Ewen Bremner          | Stefan Krause                 | ?                             |
| Prinz Hapi                   | Arnold Schwarzenegger | Thomas Danneberg              | Gunter Ziegler                |
| Wong Fei Hung                | Sammo Hung            | Helmut Gauß                   | ?                             |
| Bak Mei                      | Daniel Wu             | Dennis Schmidt-Foß            | ?                             |
| Orville Wright               | Luke Wilson           | Viktor Neumann                | ?                             |
| Wilbur Wright                | Owen Wilson           | Nicolas Böll                  | ?                             |
| Dampfschiffkapitän           | Mark Addy             | Jürgen Kluckert               | ?                             |
| Sergeant in London           | John Cleese           | Thomas Danneberg              | ?                             |
| Queen Victoria               | Kathy Bates           | Regina Lemnitz                | ?                             |

## Kritik
Das Lexikon des internationalen Films meint, „die nostalgische Jules-Verne-Adaption koppelt verkürzt eine Martial-Arts-Komödie à la Jackie Chan mit einem Fin-de-siècle-Historienfilm. Aufwändige, allzu kalkulierte Unterhaltungskost mit eher schlichten Gags, aber einigen amüsanten Gastauftritten.“

## Auszeichnungen
Arnold Schwarzenegger wurde 2005 in der Kategorie Schlechtester Nebendarsteller für die Goldene Himbeere nominiert.